# Болейн, Джейн
Джейн Болейн, виконтесса Рочфорд (англ. Jane Boleyn, Viscountess Rochford; ок. 1505 — 13 февраля 1542), урождённая леди Джейн Паркер — фрейлина при дворе Тюдоров, супруга Джорджа Болейна, виконта Рочфорда, брата английской королевы Анны Болейн.

## Биография

### Ранние годы

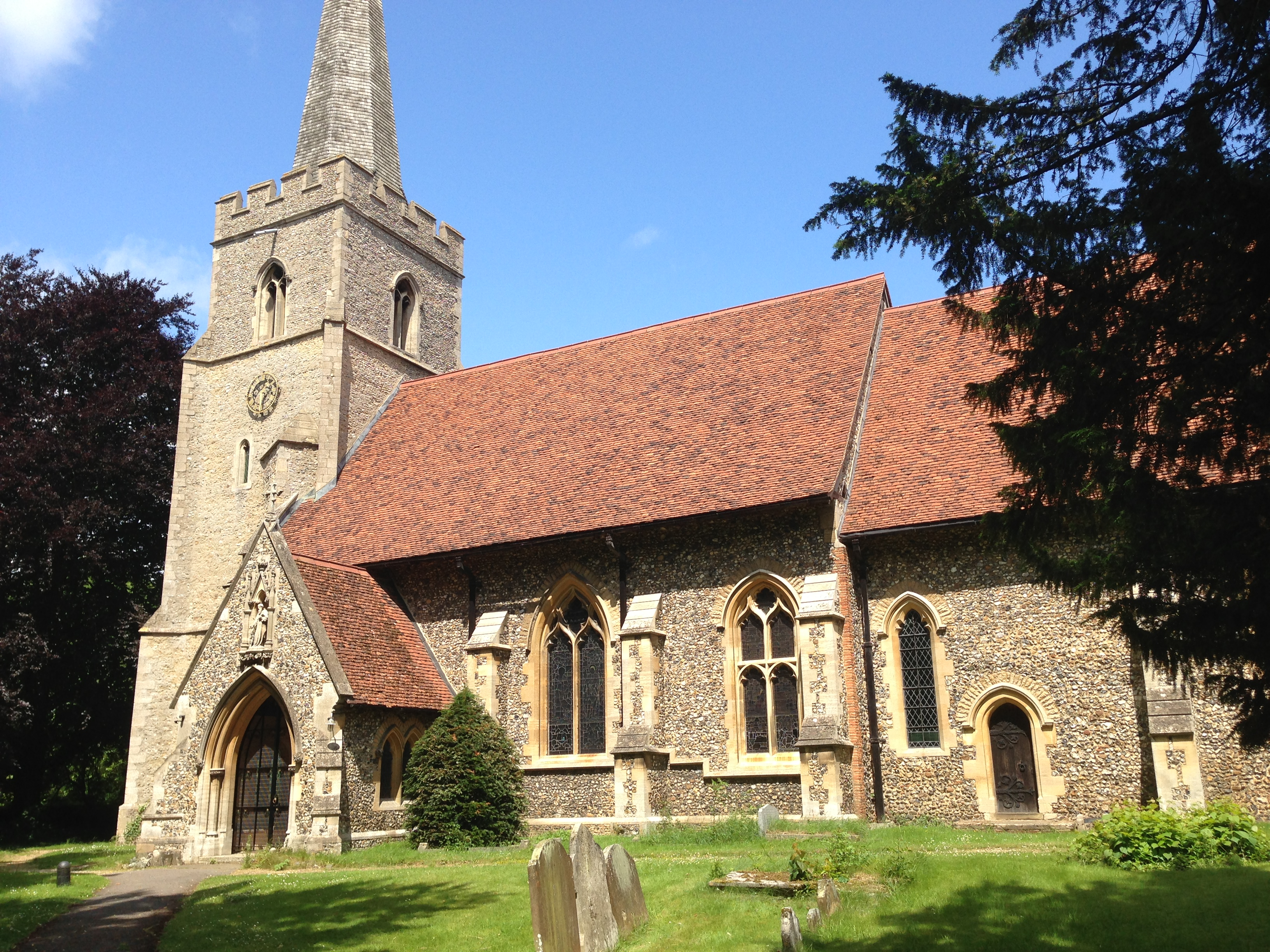
Церковь Св. Эгидия в Грейт Холлингбери

Леди Джейн Паркер была старшей из дочерей Генри Паркера, лорда Морли, и его супруги Элис Сент-Джон, дочери сэра Джона Сент-Джона. Её отец был пэром королевства и владельцем земель в Норфолке, Бакингемшире, Херефордшире и в Эссексе, и происходил из древнего рода. По материнской линии Джейн состояла в дальнем родстве с королём Генрихом VIII.
Джейн родилась приблизительно в 1505 году предположительно в поместье лорда Морли в Грейт Холлингбери, графство Эссекс, и была крещена в церкви Святого Эгидия, расположенной неподалёку. Помимо неё в семье было ещё четверо детей: двое сыновей — Генри и Фрэнсис и две дочери — Маргарет и Элизабет. Об образовании Джейн известно немногое: её обучили чтению и письму, а также, по всей видимости, стандартным навыкам, приличествующим девушкам её статуса — шитью, управлению прислугой и домашним хозяйством, основам врачевания, танцам и музыке. Она была воспитана в католической вере, однако о том, как она впоследствии восприняла церковные реформы, сведений не сохранилось.
Семейство Паркеров было богатым и уважаемым, обладало связями при дворе и принимало активное участие в политике. Дата появления Джейн при королевском дворе неизвестна, однако писатель Джордж Кавендиш, лично знавший её, упоминал, что «она выросла при дворе», оказавшись там в весьма юном возрасте. Она была включена в свиту королевы Екатерины Арагонской, вместе с которой в 1520 году присутствовала на Поле золотой парчи — встрече королей Генриха VIII и Франциска I.
Хотя долгое время считалось, что сведения о внешности Джейн не зафиксированы (как нет и ни одного сохранившегося портрета), её биограф Джулия Фокс не исключает вероятность того, что на рисунке авторства Гольбейна изображена Джейн Паркер. Предположительно, она была хороша собой, так как появилась на придворном маскараде в 1522 году, выступая вместе с французской королевой Марией Тюдор в аллегории Château Vert, в которой Джейн исполнила роль Постоянства. Семь девушек из числа придворных дам, участвовавших в представлении, были выбраны благодаря их привлекательности. Среди них были и будущие родственницы Джейн, сёстры Болейн — Мария и Анна.

### Брак
Приблизительно в 1524 году лорд Морли организовал выгодный брак дочери с Джорджем Болейном, братом Анны и Марии. Они поженились в конце 1524 или в начале 1525 года. Болейны на тот момент были в фаворе: у короля в разгаре был роман со старшей из сестёр, Марией, а Анна пользовалась славой одной из самых остроумных и блистательных фрейлин. Благодаря королевской милости, Болейны приняли в дар земли, титулы и престижные должности при дворе. В качестве свадебного подарка молодожёны получили от короля поместье Гримстон в Норфолке. Могущество Болейнов возрастало, и паре вскоре было позволено переселиться во дворец Болье, служивший королевской летней резиденцией. В 1529 году Джорджу пожаловали титул виконта Рочфорда, и Джейн теперь стала известна при дворе как леди Рочфорд.
Принято считать, что брак Джейн и Джорджа был несчастливым. Американский исследователь Рета Уорник полагает, что причиной тому послужила гомосексуальность Джорджа. Британская писательница и историк Элисон Уэйр пришла к выводу, что брак не удался, главным образом, по вине Джорджа, хотя подчёркивает, что истинную природу его сексуальных предпочтений довольно сложно определить. Джулия Фокс не согласна с двумя вышеизложенными мнениями и отмечает, что хотя обстоятельства их семейной жизни довольно туманные, тем не менее, вероятно, Джордж и Джейн отнюдь не были несчастливы.
Подлинный характер взаимоотношений Джейн с её золовкой-королевой неясен, так же как неизвестно и то, что она думала о второй сестре Болейн, Марии, которая вместе с ней с юности жила при дворе. Предполагается, что Джейн не жаловала Анну, так как ревновала своего мужа к ней. Однако невзирая на это, Джейн помогала королеве, когда та в 1534 году замыслила удалить из своей свиты одну из любовниц Генриха, и в конце концов, после того, как об их интригах стало известно, Джейн саму на некоторое время отлучили от двора.

### Казнь Джорджа и Анны
В начале 1536 года после неудачной беременности Анны Болейн, закончившейся преждевременным появлением на свет мёртвого младенца, предположительно, мужского пола, Генрих VIII был разочарован в своём браке с ней. Король всё больше времени проводил с Джейн Сеймур. Она и её семья исподволь подталкивали его к мысли о незаконности союза с Анной. Ближайший советник короля Томас Кромвель, осознавая, что опала Болейнов близка, начал собирать доказательства вины королевы в супружеской измене, дабы иметь возможность начать бракоразводный процесс. Среди опрашиваемых им фрейлин оказалась и невестка Анны, леди Рочфорд.
После одиннадцати лет брака в мае 1536 года Джордж Болейн был арестован и заключён в Тауэр. Его обвинили в кровосмесительной связи с собственной сестрой, королевой Анной. Предположительно, именно сенсационное свидетельство Джейн способствовало признанию его виновным в инцесте и государственной измене. Она якобы заявила, что по её мнению уже с зимы 1535 года у Джорджа и Анны были сексуальные отношения, и он являлся биологическим отцом её ребёнка, погибшего в результате выкидыша в январе 1536 года. Подавляющее большинство свидетельств современников опровергают эти домыслы, однако они обеспечили врагам Болейнов предлог отправить лорда Рочфорда на эшафот.
Между тем, полное содержание того, о чём говорила Джейн на допросе, остаётся неизвестным. Кромвель беседовал с несколькими фрейлинами из свиты Анны, в том числе с леди Рочфорд, леди Энн Кобэм и Элизабет Браун, графиней Вустер, и показания Джейн по его расчётам должны были обеспечить правдоподобие тому обвинению, что он собирался предъявить Анне Болейн. Что касается непосредственно её признаний, то согласно шотландскому историку XVII века Гилберту Бёрнету, она рассказала «о том, что существовали отношения между королевой и её братом, настолько близкие, что едва ли их можно оправдать». Сам Бёрнет при этом ссылается на первоисточник, ныне утерянный.
Как полагает большинство историков, показания Джейн против её мужа и золовки могли быть скорее местью за тяжёлые отношения в браке, нежели уверенностью в том, что оба были виновны. Однако её озлобленность и ревность создали ей в истории нелестную репутацию. Джордж Уайетт, чей отец Томас Уайетт-младший лично знал Болейнов, отозвался о ней как о «злой жене, оклеветавшей своего мужа ради жажды его крови». Век спустя другой английский историк утверждал, что свидетельства Джейн против родственников основывались на её «закоренелой ненависти» к королеве Анне, возникшей на почве зависти к неотразимости и светским талантам последней, а также от того, что её муж предпочитал общество сестры, нежели супруги. Историки георгианской и викторианской эпох, указывая на трагическую кончину самой Джейн в 1542 году, полагали, что справедливость восторжествовала, так как «печально знаменитая леди Рочфорд… заслуженно понесла наказание за те беды, что причинила Анне Болейн и своему супругу, доведя их до плахи».
Столь негативные суждения о леди Рочфорд были опровергнуты её единственным биографом, Джулией Фокс, которая считает, что у Джейн были довольно тёплые отношения с Анной, а её последовавшие после опалы королевы заявления были спровоцированы дворцовыми заговорами, сплетёнными врагами Болейнов. Согласно Фокс, когда Кромвель обратился к Джейн, у него уже было достаточно материала не только для того, чтобы свергнуть Анну Болейн и её окружение, но и чтобы сделать возможным брак короля с Джейн Сеймур. Под беспрерывным потоком его вопросов леди Рочфорд не оставалось ничего, как ответить, припоминая малейшую деталь из того, что с ней происходило. Под давлением Кромвеля ей пришлось во многом сознаться, и слабость, проявленная ею при допросе, стала для её противников поводом утверждать, что именно она повинна в гибели Анны и Джорджа.

### Вдова
Джордж Болейн был обезглавлен 17 мая 1536 года на Тауэр-Хилл перед большой толпой. Вместе с ним были казнены ещё четверо обвинённых в прелюбодеянии с королевой — Марк Смитон, Генри Норрис, Фрэнсис Уэстон и Уильям Бреретон. Ни один из них не признал свою вину, кроме музыканта Марка Смитона, чьи показания были вырваны под пыткой. Черёд Анны Болейн настал двумя днями позже — 19 мая.
Неизвестно, присутствовала ли Джейн на этих казнях, однако они имели для неё тяжёлые последствия, как в социальном, так и в финансовом плане. Земли Болейнов, приобретённые за последние четыре поколения, а также в период могущества королевы Анны, включая титулы графа Уилтшира и Ормонда наследовались исключительно по мужской линии, пресекавшейся в связи со смертью Джорджа. Джейн продолжала использовать титул виконтессы Рочфорд, но без сына-наследника она не могла претендовать на то, что осталось от состояния семьи Болейн. Брак был бездетным, а дальнейшие слухи о том, что Джордж Болейн, декан из Личфилда, был сыном Джорджа и Джейн, не подтвердились. Вероятнее всего, он был дальним родственником Болейнов.
После смерти Джорджа леди Рочфорд не бывала при дворе некоторое время, в течение которого пыталась поправить своё финансовое положение, ведя переговоры с отцом, свёкром Томасом Болейном и, главным образом, с Томасом Кромвелем. Семья Болейн в конечном итоге выделила ей ежегодный пенсион в размере 100 фунтов. Этого было достаточно для поддержания умеренного образа жизни женщины из высшего сословия, необходимого для возвращения ко двору, к чему Джейн упорно стремилась на протяжении 1536—1537 годов.

### Снова при дворе

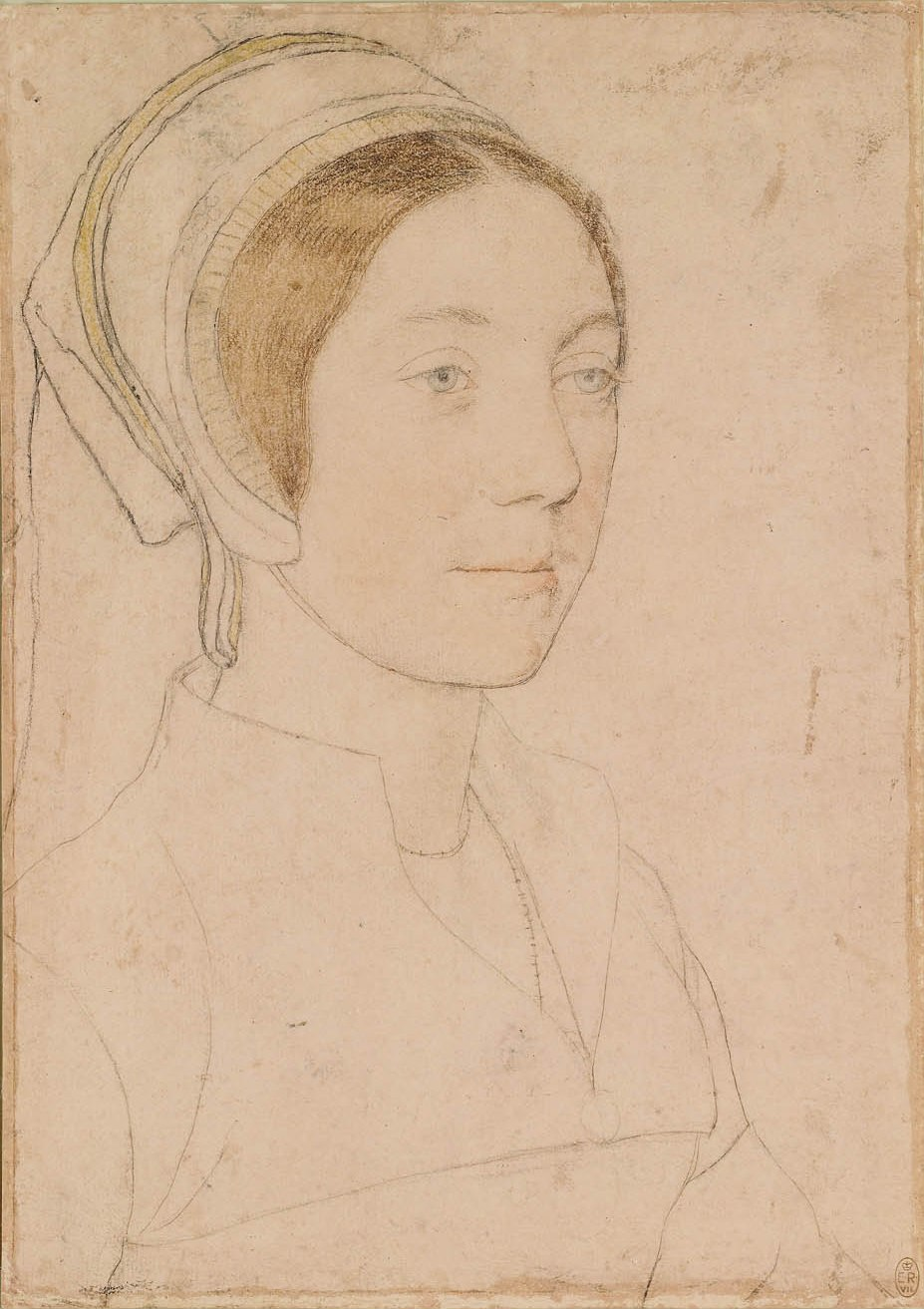
Предполагаемый портрет Кэтрин Говард, рисунок работы Ганса Гольбейна-младшего

Неизвестно, когда именно Джейн вернулась, однако она была среди фрейлин Джейн Сеймур, так что скорее всего она вновь появилась при дворе приблизительно через год после майских событий 1536 года. Как виконтессе, ей было позволено иметь во дворце личные покои, нескольких слуг, а также питаться за королевским столом. Джейн Сеймур умерла вскоре после рождения принца Эдуарда, в конце октября 1537 года. Её брак с Генрихом VIII длился всего восемнадцать месяцев.
После смерти Сеймур король по рекомендации Кромвеля вступил в брак с немецкой принцессой-протестанткой Анной Клевской. Когда же Генрих затеял очередной развод (Анна ему категорически не понравилась), леди Рочфорд снова выступила в качестве свидетельницы, подтвердив, что королевский брак не был осуществлён должным образом. Она рассказала, как королева, беседуя с ней, леди Эджком и леди Рутланд, поведала, что король ни разу не вступал с ней в интимные отношения. Брак был аннулирован, и Генрих женился в пятый раз, на кузине Анны Болейн, леди Кэтрин Говард.
Леди Рочфорд сохранила свою должность и перешла в свиту новой королевы. Довольно скоро она стала доверенным лицом Кэтрин. Именно при её содействии королева начала тайно встречаться с молодым придворным Томасом Калпепером, которому она оказывала благосклонность уже с марта 1541 года. В сохранившемся письме, датируемом весной 1541 года, она просит Калпепера навещать её, «когда здесь будет леди Рочфорд, ибо тогда я буду… в вашем распоряжении». Причины, подвигшие Джейн на такой шаг, остаются неизвестными. Американский историк Карен Линдсей, характеризующая леди Рочфорд, как «одну из самых причудливых фигур при тюдоровском дворе», отмечает, что соучастие не представляло для неё никакой выгоды, скорее наоборот, могло иметь крайне дурные последствия.
Благодаря помощи Джейн, связь Калпепера и королевы оставалась секретом для всех, в том числе для короля, вплоть до ноября 1541 года, когда на свет всплыли скандальные подробности из прошлой жизни Кэтрин Говард. Было назначено расследование, королеву поместили под домашний арест в Сайон-хаусе, её фрейлин и приближённых допросили и обыскали их комнаты. Многие слуги вспоминали о подозрительном поведении королевы, допускавшей в свою спальню только двух дам: Джейн Рочфорд и Кэтрин Тилни. Маргарет Мортон, одна из подруг Кэтрин Тилни, сказала, что леди Рочфорд передавала письма от королевы Калпеперу и обратно, а когда королевский двор во время летнего путешествия 1541 года останавливался в замке Понтефракт, королева не впускала в свои покои никого, кроме Джейн. Та заперла двери, и когда король пришёл вечером, чтобы провести ночь с супругой, то не смог проникнуть в её комнату.
В ходе допросов Кэтрин Говард возлагала вину за содеянное на леди Рочфорд, сообщив, что та настойчиво подстрекала её к свиданиям с Калпепером. Джейн в ответ заявила, что действовала по приказу королевы и против своей воли, однако не видела и не слышала того, что происходило при этих встречах. Позже она добавила, что не сомневается в их «плотском союзе». Томас Калпепер сказал, что «намеревался содеять дурное с королевой, и она ничуть не менее желала содеять с ним то же», и в конце концов, он с неохотой поддался на её уговоры, а леди Рочфорд помогала им уединяться.
На основании этих признаний члены Тайного совета сделали вывод, что Томас Калпепер совершил государственную измену, как человек «нанёсший вред королевской особе», а королева и леди Рочфорд виновны в укрывательстве этого преступления. До вынесения окончательного вердикта Джейн была отправлена в Тауэр.

### Казнь
Во время заключения в Тауэре леди Рочфорд допрашивали в течение длительного времени, однако поскольку она была аристократкой, её не подвергли пыткам. И всё же, под психологическим давлением у неё, по всей видимости, случился нервный срыв, и к началу 1542 года она была объявлена умалишённой. Это означало, что юридически она была неподсудна за пособничество в адюльтере королевы. Тем не менее, Генрих VIII был твёрд в своём решении наказать её и провёл через Парламент билль, согласно которому допускалась казнь преступников с психическими расстройствами. Бывшая королева и её фрейлина были приговорены к смерти по обновлённому в январе 1542 года акту о государственной измене, налагавшему наказание без судебного разбирательства.
Их казнь состоялась в 9 часов утра 13 февраля 1542 года. В своей последней речи королева была немногословна, Джейн, напротив, разразилась перечислением «различных прегрешений, которые совершила в своей жизни». Сначала была обезглавлена Кэтрин Говард, а вслед за ней — леди Рочфорд. Очевидец казни, купец Оттуэлл Джонсон, в письме к своему брату Джону от 15 февраля 1542 года сообщал, что «видел королеву и леди Рочфорд,… чьи души пребудут с Богом, ибо они умерли достойно и как добрые христианки». Обе были похоронены в тауэрской часовне Святого Петра в оковах неподалёку от Анны и Джорджа Болейнов. Согласно Элисон Уэйр, на момент казни королеве было не более семнадцати, а Джейн — около тридцати шести лет.

## Образ в кинематографе и литературе
Леди Рочфорд является персонажем многих исторических и мелодраматических романов, в большинстве своём посвящённых трагическим судьбам двух обезглавленных королев — Анны Болейн и Кэтрин Говард. В некоторых из них повествование ведётся от её лица (Vengeance Is Mine Брэнди Парди и «Наследство рода Болейн» Филиппы Грегори). Она также фигурирует в «Секретном дневнике Анны Болейн» Робин Максвелл и в романе Сюзанны Данн The Queen of Subtleties, эпизодически упоминается в книгах Маргарет Джордж (The Autobiography of Henry VIII), Уэнди Данн (Dear Heart, How Like You This?), Кристофера Джона Сэнсома (Sovereign), Хилари Мэнтел («Вулфхолл» и «Введите обвиняемых»), а в романах Элеанор Хибберт (под псевдонимом Джин Плейди) The Rose Without a Thorn и Филиппы Грегори «Другая Болейн» ей уделено уже больше внимания. В «Наследстве рода Болейн», также авторства Грегори, Джейн выступает как одна из трёх главных героинь.
В мини-сериале Би-би-си 1970 года «Шесть жён Генриха VIII» роль леди Рочфорд исполнила Шейла Бюррелл, а в двухсерийном фильме 2003 года «Генрих VIII» — Келли Хантер. В телевизионной адаптации романа Филиппы Грегори «Ещё одна из рода Болейн» (2003) в роли леди Рочфорд — Зои Уэйтс, а в голливудской версии (2008) — Джуно Темпл.
В драматическом телесериале «Тюдоры» персонаж Джейн Паркер (Джоанн Кинг) появляется во втором сезоне. Она несчастна с Джорджем Болейном (Патрик Делейни), замуж за которого она вышла по воле своего отца, и чувствует себя униженной, когда её супруг вступает в любовную связь с музыкантом Марком Смитоном. После казни Анны и Джорджа Джейн возвращается ко двору в качестве фрейлины Джейн Сеймур, а после её смерти в течение короткого периода состоит на службе у Анны Клевской. В четвёртом сезоне леди Рочфорд — особо приближенная фрейлина при юной королеве Кэтрин Говард, всецело пользующаяся её доверием. Она становится любовницей Томаса Калпепера, который в свою очередь очарован Кэтрин. Джейн с энтузиазмом принимается устраивать тайные свидания Томаса и королевы. Когда об этом становится известно королю Генриху, всех троих ждёт страшная кара.
В постановке канала BBC Two «Волчий зал» (2015) роль леди Рочфорд исполнила Джессика Рэйн.

## Комментарии
1. Личность девушки, изображённой на рисунке и обозначенной как The Lady Parker, не установлена и вызывает споры среди историков. Карл Теодор Паркер опровергает предположение, что это леди Джейн Паркер, и склоняется к версии, что это портрет первой или второй супруги сэра Генри Паркера, наследника лорда Морли. Его первой женой была Грейс Паркер (в девичестве Ньюпорт), а второй — Элизабет Паркер, на которой он женился в 1549 году, уже после смерти Гольбейна, хотя последний мог нарисовать её ещё до свадьбы. Если надпись достоверна, то кандидатура Грейс наиболее подходящая[1]. Тем не менее биограф леди Рочфорд, Джулия Фокс, допускает, что на портрете может быть изображена Джейн Паркер[2].
2. ↑  Личность девушки, изображённой на рисунке и обозначенной как The Lady Parker, не установлена и вызывает споры среди историков. Карл Теодор Паркер опровергает предположение, что это леди Джейн Паркер, и склоняется к версии, что это портрет первой или второй супруги сэра Генри Паркера, наследника лорда Морли. Его первой женой была Грейс Паркер (в девичестве Ньюпорт), а второй — Элизабет Паркер, на которой он женился в 1549 году, уже после смерти Гольбейна, хотя последний мог нарисовать её ещё до свадьбы. Если надпись достоверна, то кандидатура Грейс наиболее подходящая[1]. Тем не менее биограф леди Рочфорд, Джулия Фокс, допускает, что на портрете может быть изображена Джейн Паркер[2].
3. ↑  Их общим предком была леди Маргарет Бошан из Блетсо. Её сын от первого брака — сэр Джон Сент-Джон, дед Джейн Паркер, и дочь от второго — Маргарет Бофорт, бабка Генриха VIII, были единоутробными братом и сестрой.
4. ↑  Формально дворец Болье никогда не передавался Джорджу и Джейн в дар, подобно поместью Гримстон. Болье первоначально принадлежал семье Болейн как одно из их загородных поместий. В 1516 году дворец был продан королю, который потратил более 17 тыс. фунтов на новую отделку и перестройку. В начале 1530-х годов Болье стал резиденцией принцессы Марии, но после того как она впала в немилость и была отправлена в Хэтфилд-хаус, Джорджу Болейну разрешили использовать дворец в качестве жилья[14].